# Cuguron
Cuguron is een gemeente in het Franse departement Haute-Garonne (regio Occitanie) en telt 176 inwoners (2005). De plaats maakt deel uit van het arrondissement Saint-Gaudens.

## Geografie
De oppervlakte van Cuguron bedraagt 7,2 km², de bevolkingsdichtheid is 24,4 inwoners per km².

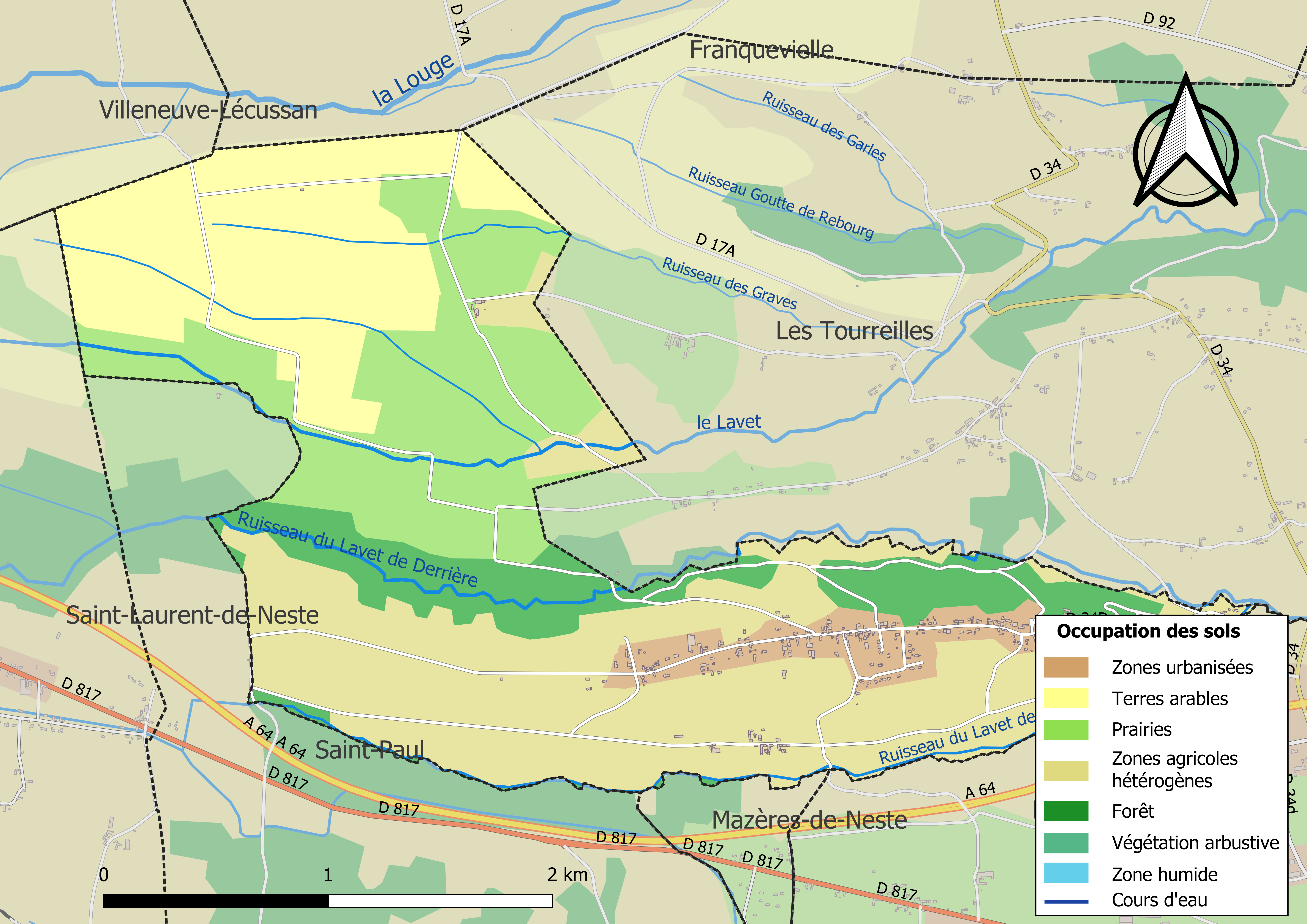
Kaart van de gemeente met de belangrijkste infrastructuur, bodemgebruik en omliggende gemeenten

## Demografie
Onderstaande figuur toont het verloop van het inwonertal (bron: INSEE-tellingen).